# Seznam hlav řeckého státu
Seznam hlav řeckého státu od jeho založení po současnou dobu. V předchozích dobách bylo Řecko od roku 146 př. n. l. součástí Římské říše jako provincie Achaia, vládli zde tedy římští císaři. Po rozdělení impéria roku 395 spadalo pod nadvládu Východořímské (neboli Byzantské) říše a jejích panovníků. V polovině 15. století Řecko ovládla Osmanská říše, čímž se vládci Řecka stali osmanští sultáni. Novodobý řecký stát vznikl během řeckého boje za nezávislost započatého roku 1821. Od roku 1831 byla země monarchií známou jako Řecké království. První řecký král z rodu Wittelsbachů jménem Ota I. se tituloval jako král Řecka, další řečtí panovníci z dynastie Glücksburgů přijali titul krále Řeků (Helénů). Roku 1974 byla monarchie zrušena a hlavou státu je od té doby prezident.

## Oficiálně neuznaný řecký stát
| vladař                  | obrázek | život     | trvání úřadu                   | poznámky                                               |
| ----------------------- | ------- | --------- | ------------------------------ | ------------------------------------------------------ |
| Joannis Kapodistrias    |         | 1776–1831 | 24. ledna 1828 – 9. října 1831 | zavražděn roku 1831                                    |
| Augustinos Kapodistrias |         | 1778–1857 | 9. října 1831 – 9. dubna 1832  | prezident prozatímní vládní komise                     |
| vládnoucí rada          |         |           | 9. dubna 1832 – 2. února 1833  | společné vedení do doby, než se ustanovila pevná vláda |

## Řecké království(1833–1924)

### Wittelsbachové(1832–1862)
| král           | obrázek | život     | trvání úřadu                     | poznámky                                                                        |
| -------------- | ------- | --------- | -------------------------------- | ------------------------------------------------------------------------------- |
| Ota I.         |         | 1815–1867 | 6. února 1833 – 23. října 1862   | do 13. června 1835 vládl spolu s regentskou radou, v roce 1862 byl zbaven vlády |
| regentská rada |         |           | 23. října 1862 – 30. března 1863 | společná vláda do doby, než byl zvolen nový král                                |

### Glücksburgové(1863–1924)
| král          | obrázek | život     | trvání úřadu                      | poznámky                                                                        |
| ------------- | ------- | --------- | --------------------------------- | ------------------------------------------------------------------------------- |
| Jiří I.       |         | 1845–1913 | 30. března 1863 – 18. března 1913 | Roku 1913 zavražděn.                                                            |
| Konstantin I. |         | 1868–1923 | 18. března 1913 – 11. června 1917 | Odešel do exilu a roku 1917 abdikoval ve prospěch svého druhého syna Alexandra. |
| Alexandr I.   |         | 1893–1920 | 11. června 1917 – 25. října 1920  | Zemřel během svého panování.                                                    |

Po Alexandrově smrti byla otázka nástupnictví problematická, protože Venizelova vláda nejdříve nabídla trůn Alexandrovu mladšímu bratru Pavlovi. Ten však nechtěl obcházet nástupnická práva svého otce Konstantina a staršího bratra Jiřího. Vláda proto dávala přednost republikánskému zřízení a zavedla regentství, dokud se otázka státní formy nevyřeší.
| regent                     | obrázek | život     | trvání úřadu                           | poznámky                                              |
| -------------------------- | ------- | --------- | -------------------------------------- | ----------------------------------------------------- |
| admirál Pavlos Kunduriotis |         | 1855–1935 | 25. října 1920 – 17. listopadu 1920    | Rezignoval po volební porážce venizelových příznivců. |
| královna matka Olga        |         | 1851–1926 | 17. listopadu 1920 – 19. prosince 1920 |                                                       |

Nová vláda uskutečnila pravděpodobně zmanipulované referendum, v němž se většina obyvatelstva (98 %) rozhodla pro návrat krále Konstantina I. na trůn.
| král          | obrázek | život     | trvání úřadu                      | poznámky                                                                                 |
| ------------- | ------- | --------- | --------------------------------- | ---------------------------------------------------------------------------------------- |
| Konstantin I. |         | 1868–1923 | 19. prosince 1920 – 27. září 1922 | Znovu abdikoval roku 1922 po porážce v řecko-turecké válce a ztrátě maloasijského území. |
| Jiří II.      |         | 1890–1947 | 27. září 1922 – 25. března 1924   | 19. prosince 1923 odešel do exilu a 25. března 1924 byl zbaven vlády.                    |

## Republika (1924–1935)
| prezident                  | obrázek | život     | trvání úřadu                      | poznámky |
| -------------------------- | ------- | --------- | --------------------------------- | --- |
| admirál Pavlos Kunduriotis |         | 1855–1935 | 25. března 1924 – 15. března 1926 | Zvolen parlamentem, rezignoval při převratu generála Pangalose.                                                  |
| generál Theodoros Pangalos |         | 1855–1936 | 15. března 1926 – 24. srpna 1926  | Vojenský diktátor, samozvaný prezident, byl zbaven vlády ministrem Georgiosem Kondylisem.                        |
| admirál Pavlos Kunduriotis |         | 1855–1935 | 24. srpna 1926 – 9. prosince 1929 | Znovu dosazen do úřadu ministrem Georgiosem Kondylisem, znovuzvolen roku 1929, rezignoval ze zdravotních důvodů. |
| Alexandros Zaimis          |         | 1855–1936 | 9. prosince 1929 – 10. října 1935 | svržen vojenskou vzpourou                                                                                        |

## Řecké království(1935–1973)
| regent            | obrázek | život     | trvání úřadu                        | poznámky                                                 |
| ----------------- | ------- | --------- | ----------------------------------- | -------------------------------------------------------- |
| Georgios Kondylis |         | 1855–1936 | 10. října 1935 – 25. listopadu 1935 | Jmenoval se regentem, dokud se na trůn nevrátil Jiří II. |

### Glücksburgové(1935–1973)
| král           | obrázek | život     | trvání úřadu                      | poznámky |
| -------------- | ------- | --------- | --------------------------------- | --- |
| Jiří II.       |         | 1890–1947 | 3. listopadu 1935 – 1. dubna 1947 | Zemřel bez dětí, následníkem na řeckém trůně se stal jeho mladší bratr Pavel.                                                                 |
| Pavel I.       |         | 1901–1964 | 1. dubna 1947 – 6. březen 1964    | |
| Konstantin II. |         | 1940–2023 | 6. března 1964 – 1. června 1973   | Odešel do exilu 13. prosince 1967 po nezdařeném pokusu o vojenský puč proti řeckým plukovníkům (vojenské juntě) vládnoucím od 21. dubna 1967. |

## Řecká vojenská junta(1967–1974)
Vláda junty byla ustanovena 21. srpna 1967 ozbrojeným převratem vedeným plukovníkem Georgiosem Papadopoulosem. Po odchodu krále Konstantina do zahraničí 13. prosince téhož roku se jeho ústavní role přesunula na regenty dosazované juntou. 
| regent                         | obrázek | život     | trvání úřadu                        | poznámky |
| ------------------------------ | ------- | --------- | ----------------------------------- | -------- |
| generál Georgios Zoitakis      |         | 1910–1996 | 13. prosinec 1967 – 21. březen 1972 |          |
| plukovník Georgios Papadopulos |         | 1919–1999 | 21. března 1972 – 1. června 1973    |          |

1. června 1973 junta zrušila monarchii a nahradila ji prezidentskou republikou.
| prezident                      | obrázek | život     | trvání úřadu                           | poznámky |
| ------------------------------ | ------- | --------- | -------------------------------------- | --- |
| plukovník Georgios Papadopulos |         | 1919–1999 | 1. června 1973 – 25. listopadu 1973    | |
| generál Faidon Gizikis         |         | 1917–1999 | 25. listopadu 1973 – 18. prosince 1974 | jmenován do funkce po vojenském převratu vedeném generálem Dimitriosem Ioannidisem, po pádu režimu zůstal přechodným prezidentem. |

## Republika (od 1974)
Roku 1974 byla junta svržena a obnovena demokracie. Referendum z 8. prosince 1974 potvrdilo zrušení monarchie a zavedení parlamentní republiky, s prezidentem jakožto hlavou řeckého státu.
| prezident                                   | obrázek | život     | trvání úřadu                        | poznámka                                                   |
| ------------------------------------------- | ------- | --------- | ----------------------------------- | ---------------------------------------------------------- |
| Michail Stasinopulos                        |         | 1903–2002 | 18. prosince 1974 – 19. června 1975 | prozatímní prezident                                       |
| Konstantinos Tsatsos (Nová demokracie)      |         | 1899–1987 | 19. června 1975 – 15. května 1980   |                                                            |
| Konstantinos Karamanlis (Nová demokracie)   |         | 1907–1998 | 15. května 1980 – 10. března 1985   | první funkční období                                       |
| Ioannis Alevras (PASOK)                     |         | 1912–1995 | 10. března 1985 – 30. března 1985   | předseda parlamentu, vystupující jako prozatímní prezident |
| Christos Sartzetakis                        |         | 1929–2022 | 30. března 1985 – 4. května 1990    |                                                            |
| Konstantinos Karamanlis (Nová demokracie)   |         | 1907–1998 | 4. května 1990 – 10. března 1995    | druhé funkční období                                       |
| Konstantinos Stefanopulos (Nová demokracie) |         | 1926–2016 | 10. března 1995 – 12. března 2005   | dvě po sobě následující období                             |
| Karolos Papulias (PASOK)                    |         | 1929–2021 | 12. března 2005 – 13. března 2015   | dvě po sobě následující období                             |
| Prokopis Pavlopulos (Nová demokracie)       |         | * 1950    | 13. března 2015 – 13. března 2020   |                                                            |
| Katerina Sakellaropulosová (nezávislá)      |         | * 1956    | 13. března 2020 – 13. března 2025   |                                                            |
| Konstantínos Tasúlas (Nová demokracie)      |         | * 1959    | od 13. března 2025                  |                                                            |